# Matéria Prima (programa de televisão)
Matéria Prima é um programa de televisão brasileiro transmitido pela TV Cultura com a apresentação de shows e entrevistas dirigido ao público jovem. 

## 1990
O programa Matéria Prima era apresentado por Serginho Groisman em 1990. No ano seguinte, o apresentador foi contratado pelo SBT para apresentar o Programa Livre e o programa deixou de existir.

## 2021
Reestreou em 2021 com a apresentação de Rafael Cortez. O programa teve uma nova temporada anunciada em 2022.